# Ilha Meighen
A Ilha Meighen é uma pequena, isolada e desabitada ilha das Ilhas da Rainha Isabel, no Arquipélago Ártico Canadiano, pertencente ao território autónomo de Nunavut, no Canadá.
Fica situada a oeste da Ilha Axel Heiberg, tem uma área de 955 km² e está coberta por campos de gelo. Está continuamente rodeada de gelo, e a noroeste da sua costa abre-se ao Oceano Ártico. 
Esta ilha tem poucas ilhas próximas: a uns 40 km a oeste está a maior dessas, a Ilha Axel Heiberg; a apenas 4 km a norte, através do Estreito de Hose, fica uma outra pequena ilha com forma de meia-lua, a Ilha Perley. As Ilhas Fay são quatro pequenas ilhas que se encontram entre a Ilha Meighen e a ilha de Axel Heiberg no Canal de Sverdrup.
As costas da Ilha Meighen são planas, mas no centro há colinas permanentemente cobertas de gelo, sendo a maior de 150 m de altitude. A superfície da ilha é principalmente coberta de cascalho. Durante a primavera e o verão, pequenos ribeiros alimentados pela água do degelo fluem para a costa.
A ilha Meighen foi descoberta em 1916 por Vilhjalmur Stefansson, e foi uma das últimas ilhas árticas a ser descoberta, já que está continuamente rodeada de gelo. O seu nome homenageia Arthur Meighen, primeiro-ministro do Canadá. Ao contrário de muitas ilhas árticas do Canadá, não se encontraram vestígios de acampamentos de inuit ou thule, o que sugere que a ilha nunca foi ocupada, e isto será devido à sua extrema latitude norte.

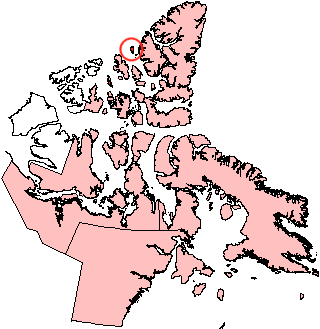
Localização da Ilha Meighen no Canadá